# Бади аз-Заман аль-Хамадани
Бади' аз-Заман (араб. الهمذاني‎, с араб. — «Чудо эпохи»; настоящее имя Абу-л-Фадл Ахмад ибн ал-Хусейн аль-Хамадани; около 969, Хамадан — 1007, Герат) — яркий представитель арабской литературы и созданного им жанра — макамы (дословно — «место стоянки»).

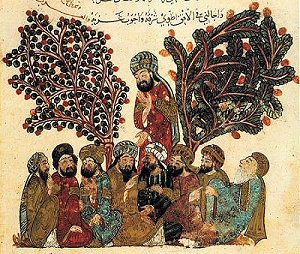
Бади аз-Заман на миниатюре

## Биография
Бади' аз-Заман родился в персидском городе Хамадан в семье «образованной, достойной и занимающей высокое положение», как пишет Мустафа Аш-Шак’а (Аш-Шак’а, 46). Трудно сказать, была это персидская или арабская семья: многие авторы называют его персом, но сам Бади аз-Заман в одном из своих посланий возводит своё происхождение к североарабскому племени мудар (Аш-Шак’а, 44). Учился он у хамаданских учёных, среди которых известный филолог Ахмад ибн Фарис (ум. 1005). В 22 года, покинув родной город, Бади' аз-Заман отправился странствовать в поисках литературного знания и своего места под солнцем. Места его 'стоянок' в хронологическом порядке: Исфахан, Джурджан, Нишапур, где побеждает в поэтической дуэли Абу Бекра ал-Хваризми (934—993) и обретает известность, Сиджистан, различные города, Газна, и последнее пристанище — Герат, где он прочно осел, женившись на девушке из знатной семьи, появились дети, он нажил богатство и купил землю. Бади' аз-Заман скончался, не дожив и до 40 лет: по одной из версий его отравили; по другой, более распространённой, его, впавшего в глубокий обморок, сочли мёртвым и похоронили заживо (Ибн Халликан, I, 69; Ибн ал-'Имад, III, 150).

## Литературный жанр

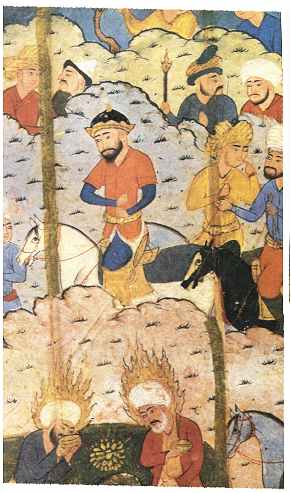
Бади аз-Заман на коне

Бади' аз-Заман — автор стихов, большая часть которых — панегирики традиционной композиции, а также посланий самого разного содержания, обращённых преимущественно к меценатам, к дружественным или недружественным коллегам по перу.
В посланиях, как и в поэзии, используются все современные Бади' аз-3аману способы украшения текста — разнообразные тропы, звуковые повторы, цитаты из Корана, произведений древних и новых поэтов или из собственных стихов, литературные намеки, не всегда понятные
с пepвoro взгляда, и т. п. Эти послания нельзя отнести ни к прозе (наср — «рассыпанная речь»), ни к стихам (назм — «нанизанная речь»); по-арабски эта манера письма называется садж' («воркование»), что переводится у нас обычно как «рифмованная проза», но это перевод неточный, так как от обычной прозы садж' отличается не только наличием рифмы, но и ритмом, создающимся не как в поэзии путём чередования комбинаций долгих и кратких слогов, а за счет равного количества слов в рифмующихся отрезках, а также параллелизма употребляемых грамматических форм и синтаксических конструкций.
Созданный Бади' аз-Заманом и прославивший его имя жанр макам, с обильным включением садж’а, происходит из бесед и городского фольклора, представляет собой маленькую новеллу с вымышленными героями и, зачастую, авантюрным сюжетом. В дошедшем до нас сборнике макам Бади' аз-Замана 51 (52) рассказ, идущий от лица 'Исы ибн Хишама, который в различных ролях и обстоятельствах сталкивается с человеком великолепного красноречия — этим и добывающего себе разными способами средства на жизнь — в котором впоследствии узнаёт Абу-л-Фатха ал-Искандри, или просто некоего Александрийца.
В честь Бади аз-Замана назван кратер на Меркурии.

## Произведения
- Расаил, Каир, 1928;
- Диван, Каир, 1903;
- аль-Макамат, Бейрут, 1957;

### В русском переводе
- Макамы, в сборнике: Восточная новелла, М., 1963, с. 114—121;
- Макамы, издательство «Петербургское востоковедение», 1999. Ритмизированный перевод А. А. Долининой и З. М. Ауэзовой;